# NÖ-Mitte
Koordinaten: 48° 10′ N, 15° 45′ O

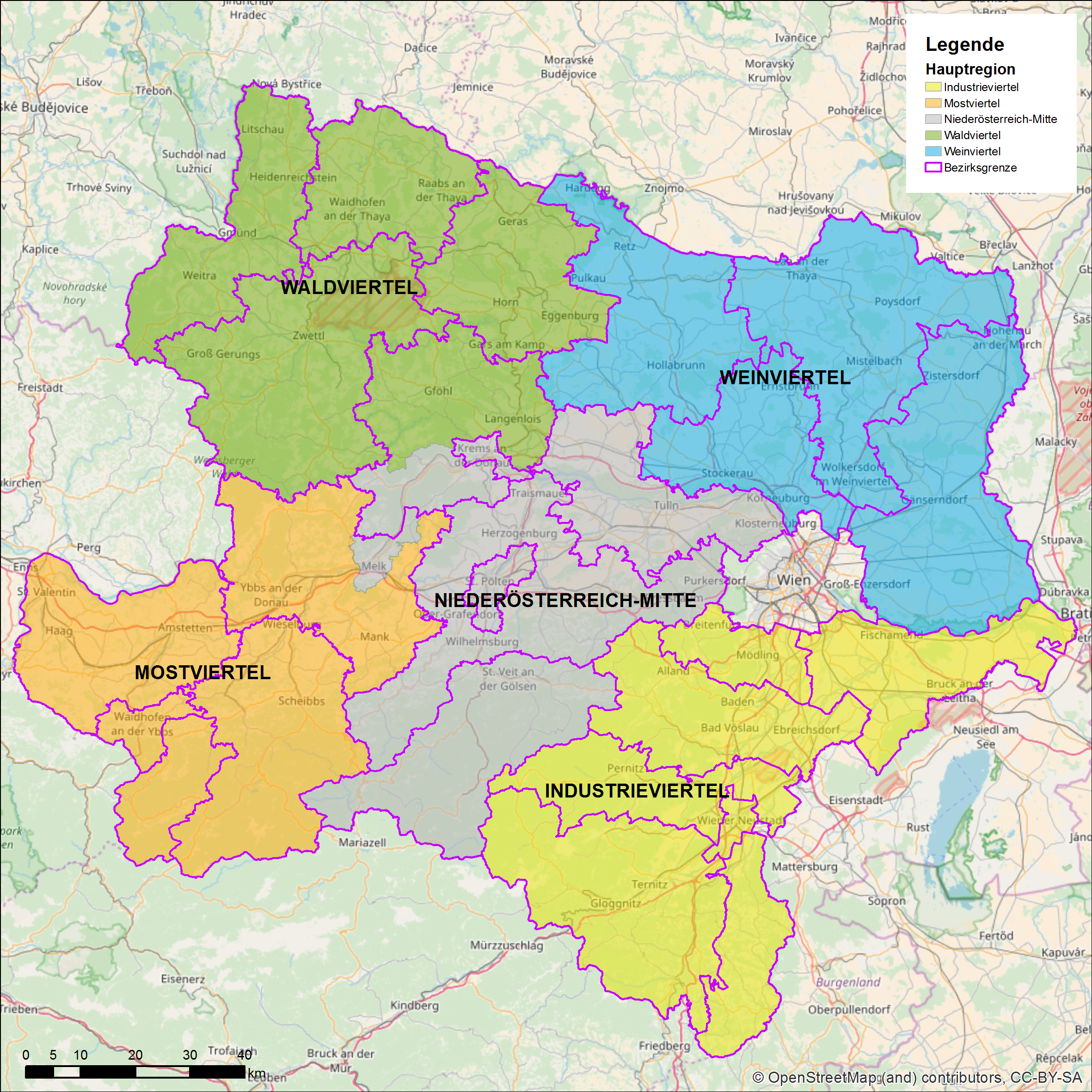
Die Hauptregionen Niederösterreichs

NÖ-Mitte, auch NÖ Zentralraum, ist eine der fünf Hauptregionen Niederösterreichs.

## Zweck und Organisation
Hauptregionen sind die Aktionsräume der niederösterreichischen Landes- und Raumplanung. Sie fassen Gebiete zusammen, die gemeinsame Merkmale (geografische Lagebeziehungen, ähnliche Wirtschaftsstruktur, Ressourcenausstattung) oder ähnliche Probleme haben. Hauptaufgabe ist es, die Anliegen dieser Regionen zu artikulieren, entwicklungsstrategisch wichtige Themenschwerpunkte zu formulieren und passende Leitprojekte zu initiieren. Es existiert ein Regionalmanagement.
Sie ist im Regionalverband noe-mitte organisiert, dem Verein der Gemeinden und Gemeindeverbände dieser Gemeinden, der Leader-Regionen und anderer regional wichtiger Vertreter.
Der Verband wurde September 2001 gegründet, 2002 wurde die Hauptregion NÖ-Mitte durch Beschluss des Landtages geschaffen.
Seit 2015 ist die operative Arbeit des Verbands auf die neu geschaffene NÖ.Regional des Landes, an der der Regionalverband 6 % hält, übergegangen, mit dem Verein Niederösterreichische Dorf- und Stadterneuerung aller Gemeinden als Partner.
Sitz des Regionalverbandes ist bei der NÖ.Regional in St. Pölten (Hauptregionsbüro und Geschäftsführung).

## Räumliche Ausdehnung
Die Regionalplanung Niederösterreichs weicht aus raumstrukturellen Gründen von der historischen Gliederung in Viertel ab, Niederösterreich Mitte umfasst hauptsächlich das östliche Mostviertel, also die neue Landeshauptstadt und ihre Umgebung.
Statutarstädte:
- St. Pölten
- Krems an der Donau

sowie:
- Bezirk Krems (südlicher Teil d. h. die Gemeinden Aggsbach, Bergern im Dunkelsteinerwald, Dürnstein, Furth bei Göttweig, Maria Laach am Jauerling, Mautern an der Donau, Mühldorf, Paudorf, Rossatz-Arnsdorf und Weißenkirchen in der Wachau)
- Bezirk Lilienfeld (alle Gemeinden)
- Bezirk Melk (nur Gemeinden Emmersdorf an der Donau, Melk und Schönbühel-Aggsbach)
- Bezirk St. Pölten (alle Gemeinden)
- Bezirk Tulln (alle Gemeinden)

## Gliederung und Regionen
In der amtlichen Statistik umfasst die Region die Gruppe von Bezirken St. Pölten (AT123, St. Pölten Stadt und Land), Lilienfeld gehört zu Niederösterreich-Süd (AT122), die Melker Gemeinden zu Mostviertel-Eisenwurzen (AT121), die Tullner Gemeinden Wiener Umland/Nordteil (AT126).
Mit enthalten sind die Landschaften Wachau, Dunkelsteinerwald, Tullnerfeld, nördlicher Wienerwald, Traisental, Piestingtal, Gölsental.
Die Kleinregionen in NÖ-Mitte sind (Stand 2016, mit Nummer):
- Unteres Traisental (4, 5 Gemeinden)
- Traisen-Gölsental (41, 11 Gemeinden)
- Pielachtal (12,  Gemeinden)
- Tullnerfeld West (40, 11 Gemeinden)/Fragnerland (72, 4 Gemeinden)
- WIR – Wienerwald Initiativ Region (45, 8 Gemeinden)
- Troppberg (68, 4 Gemeinden)

sowie
- Pferdeland Voralpen (11, 7 Gemeinden) und
- ARGE Dunkelsteinerwald (18, 7 Gemeinden)

mit je einer Gemeinde aus der Hauptregion Mostviertel
- Region Wagram (24, 9 Gemeinden) mit einer Gemeinde aus der Hauptregion Weinviertel und
- ARGE Raum Krems (45, 8 Gemeinden), das zur Hälfte auch zur Hauptregion Waldviertel gehört
- Kaumberg gehört zur Kleinregion Triestingtal (32, 12 Gemeinden) die ansonsten in der Hauptregion Industrieviertel liegt.

Im Naturschutzkonzept Niederösterreich gliedert sich die Hauptregion in die Regionen
- 17 Wachau und Dunkelsteinerwald
- 18 Tullnerfeld und südwestliches Weinviertel
- 19 Östliches Alpenvorland (NÖ Zentralraum)
- 20 Nordwestlicher Wienerwald (Östliche Flyschzone)
- 21 Mittlere Flyschzone
- 22 Mittlere Kalpalpen

## Naturschutzfachliche Festlegungen
Die Natura 2000-Gebiete in Niederösterreich werden jeweils zur Gänze einer der fünf Hauptregionen des Landesentwicklungskonzeptes zugeordnet und im Rahmen einer strukturierten Vorgangsweise nach einem einheitlichen Schema abgestuft bearbeitet. In der Hauptregion NÖ-Mitte bestehen folgende Europaschutzgebiete:
- Wachau & Wachau - Jauerling
- Wienerwald - Thermenregion
- Tullnerfelder Donau-Auen